# 三島暦

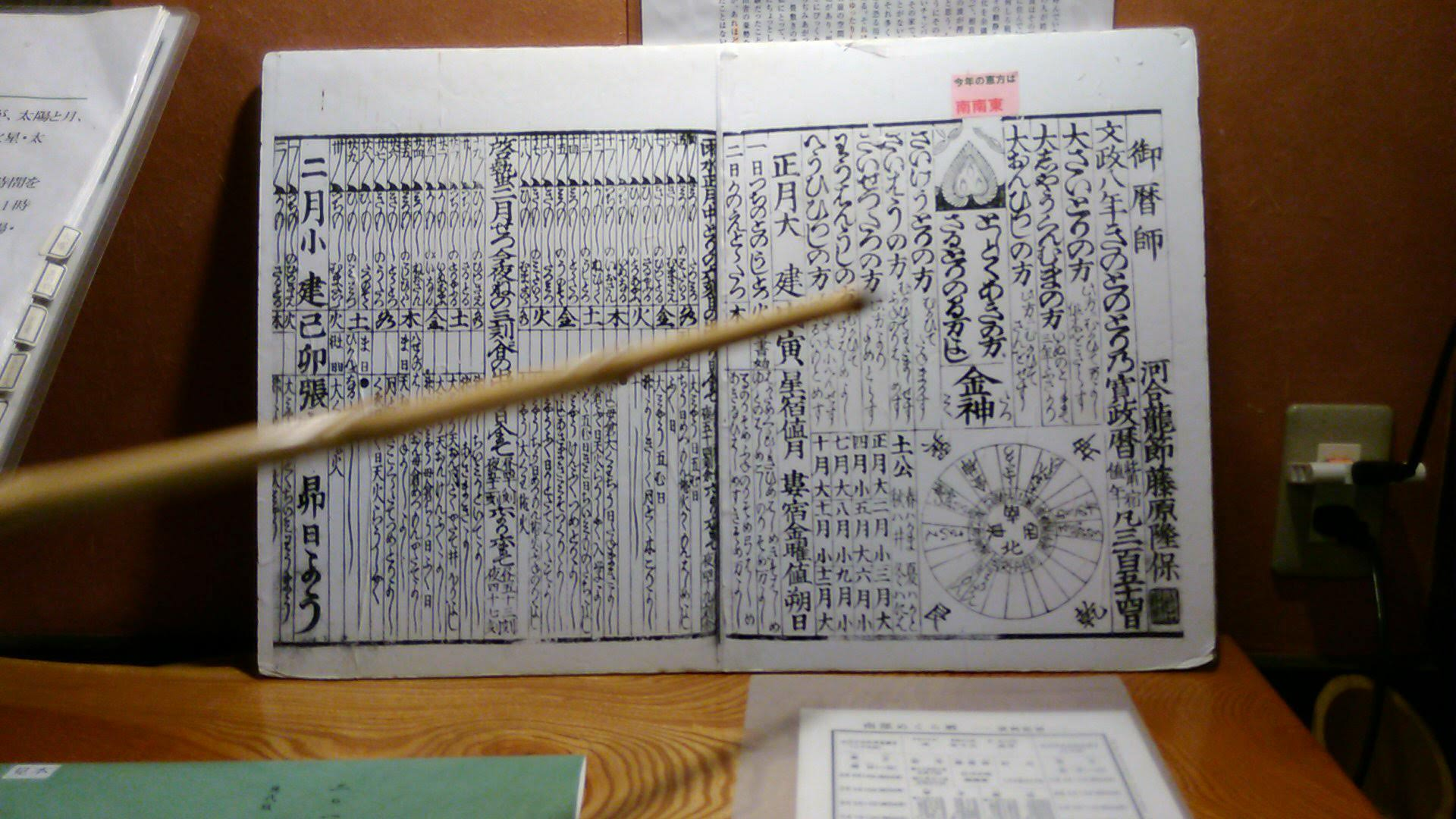
三島暦（三島暦師の館展示物・三島市）

三島暦（みしまごよみ）とは、応仁・文明（室町時代）頃から1872年（明治5年）まで伊豆の有力者である河合家が作成して、三嶋大社より一般に頒布された暦である。

## 解説
仮名暦（仮名書きの暦、漢字書きの暦が本格派で男性の読むものとされた時代、女性・子供向けのものとして造られたもの。）であり、主に伊豆国・相模国の2カ国で流通した。三島暦は、仮名文字で印刷された暦（摺暦）としては日本最古と言われている。また、室町時代（16世紀後期）頃まで、京都を含めて摺暦の一般名詞として、「三島暦」の名前が使われていた。
陰陽寮の暦家の影響下にあった京暦とは異なり、独自に暦算を実施していたために時折京暦と暦日差異を起こすことがあった。知られている例として、応安7年（文中3年・1374年）、天正10年（1582年、詳細は後述）、元和3年（1617年、詳細は後述）が知られている。ただし、三島暦も京暦も両方とも基本的には宣明暦の原理に従って行われており、その解釈違いによって発生する稀な事例であったと考えられている。貞享暦への改暦後は江戸幕府の天文方が暦算を行うようになった。

## 歴史
奈良時代
宝亀年間頃に、奈良から河合家の先祖が山城賀茂より三島明神（現、三嶋大社）を勧請して、三島に移住し、暦を作り始めたとする言い伝えがある。鎌倉時代には鎌倉幕府に採用されて関八州で用いられた。
室町時代
永享9年（1437年）の三島暦が確認されている最古のものである。
江戸時代
毎年12月15日に江戸城の本丸、西丸、寺社奉行に三島暦を献納後、相模・伊豆の2ヶ国で一般に頒布した。京都の陰陽頭の土御門家は使者を三島宿に派遣し、京都の暦と交換していた。（当時の暦の作成は伊勢・京都・奈良・会津・三島の5ヶ所。）
三島の「御暦師」の河合家の庭の一角に、暦算のために天文台が造られた。
明治時代
1872年（明治5年）に暦法が改正され、太陽暦に基づいた伊勢暦が作られ、各種の私暦は禁止された。
伊勢・京都・奈良・会津・三島の5ヶ所の暦師は東京で弘暦社を組織し、政府に1万円の版権料を納めた。
前年の1871年（明治4年）に政府が伊勢神宮の神宮大麻を地方官を通して全国700万戸に1個2銭での強制配布を決めたのに伴い、弘暦社は同時に暦の頒布を行った。しかしこの事業は2～3年で挫折し、暦は神宮司庁で発行・頒布することになった。
平成時代
五十代続いた暦師を廃業した河合家は、当該屋敷を三島市に寄贈したため、平成17年4月より「三嶋暦師の館」として一般公開を始める。

## 逸話
軍記物である『小田原北条記』巻六には、戦国期の伊豆国で三島暦が採用された経緯を次のように記している。関東の暦は伊豆国三島大社と武蔵国氷川神社の2か所で制作されていたが、天正10年の閏月の計算に関して見解の相違が生じた。そこで両方の陰陽師を呼び、評議させたが、争論になり、決めがたかった。北条氏政は安藤良整に相談したところ、算木の由来を説明し、三島に新羅国の老人が来て、算木でもって暦を制作し、日本に広めた伝説を紹介し、調べたところ、三島暦の方が算木の制作にかなったものであり、小田原では三島暦を用いることになったと記述される。また、氷川神社の暦は京都で作られた京暦と同じ閏月の解釈を取っていたと考えられており、同じ頃に三島暦と京暦の間の見解の相違について織田信長の元に訴えが持ち込まれている。
それから、35年後の元和3年、陰陽頭の土御門泰重が駿府にて6月を迎えたところ、今日は「六月朔日」ではなく「五月晦日」だという話になり困惑したことが日記に記されている。その頃、関東の江戸城を拠点としていた江戸幕府が三島暦を採用しており、偶々元和3年5月における月の大小について京暦は「小の月」、三島暦は「大の月」と定めていたからだと考えられている。ところが、この年には将軍徳川秀忠が上洛することが決まっており、以心崇伝の勘申によって江戸を出発する日が6月14日と決められていた。同じ頃、崇伝もこの事実に気付き、幕府に対して上方暦（京暦）の方が朝廷の暦を元にしており幕府の暦としてかなったものである意見し、京暦を用いることになったと日記に記述される。

## 三島手

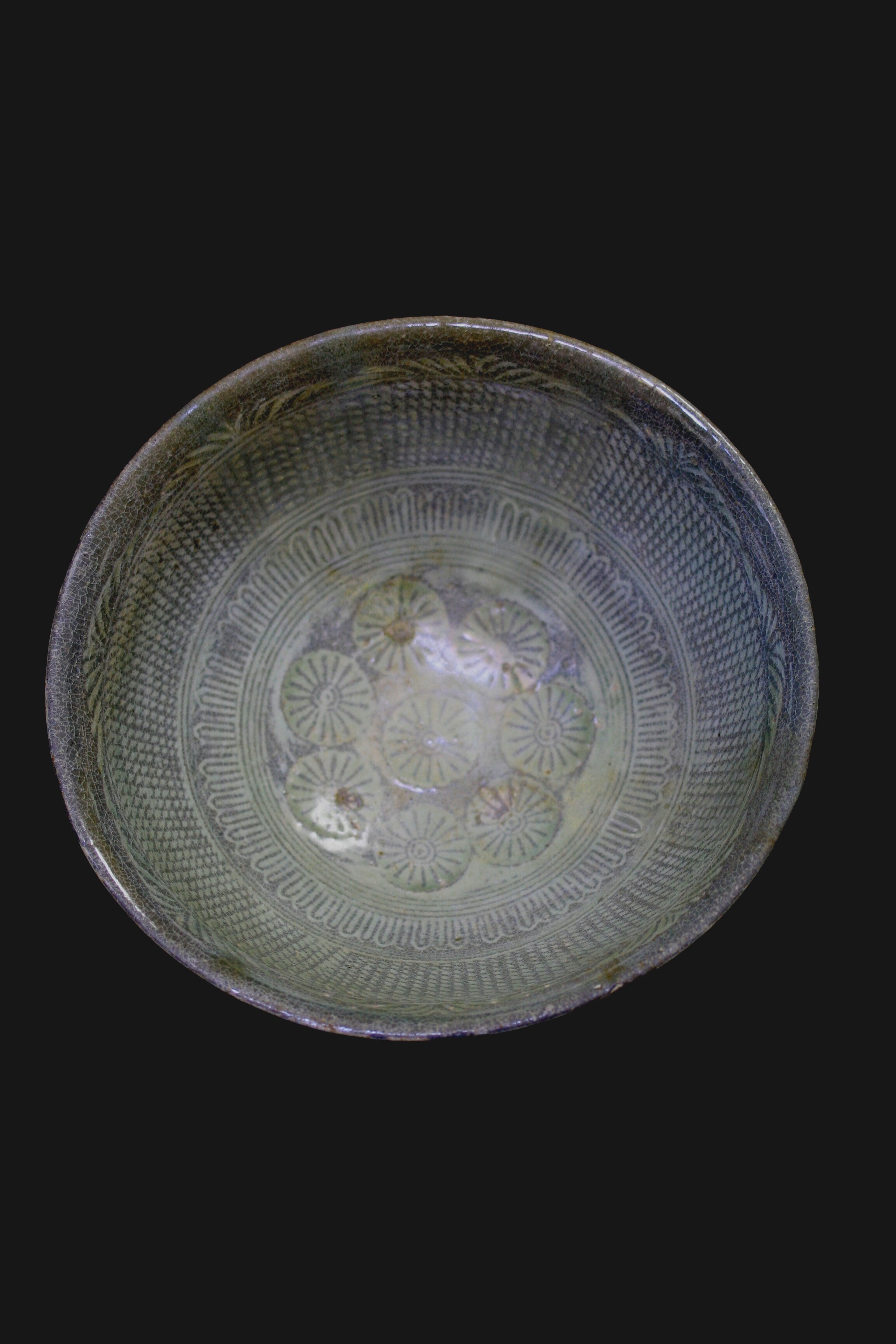
三島暦が名前の由来となった三島手の茶碗

李氏朝鮮時代前期に朝鮮半島から日本に渡来した陶磁器の一種は、その文様が三島暦のように見えることから「三島手（みしまで）」、「暦手（こよみで）」、「三島」などと呼ばれ、親しまれている。胎土に細かな連続地紋が押され、凹部に化粧土で象嵌が施されている。
 ウィキメディア・コモンズには、三島手に関するカテゴリがあります。